# Гарцский сыр
Гарцский сыр (иногда харцский сыр, нем. Harzer Käse) — один из немецких сортов сыра из обезжиренного кислого молока.
В Австрии также называется «кваргель» (Quargel). Родиной этой разновидности сыров является немецкий регион Гарц.

## Изготовление
Гарцский сыр относится к категории кисломолочных сыров и готовится из обезжиренного творога. Содержание жиров в сыре не превышает 1 %. Готовые головки сыра обычно небольшого размера круглой формы.
Созревает гарцский сыр при помощи микроорганизмов, которые специально для этого наносятся на поверхность сырной заготовки. Сыр созревает со внешней своей части внутрь. В качестве вкусовой добавки при изготовлении сыра используется тмин.

## Разновидности
Существует две разновидности гарцского сыра:
- Шиммель-гарцер, у которого поверхность покрывается белым плесневым грибом (благородная плесень)
- Ротшмире-гарцер, поверхность которого покрыта оранжево-коричневой плёнкой.

## Вкус
Вкус у ротшмире-гарцера более интенсивный. На вкус обоих сортов также влияет степень созревания, а также температура, которую имеет сам сыр при употреблении его в пищу. При достаточной зрелости и повышенной температуре сыр издаёт острый, специфический запах. Период созревания у гарцского сыра колеблется от нескольких дней до нескольких недель. У молодых сыров большую часть головки занимает белое ядро, напоминающее обезжиренный творог, из которого сыр был приготовлен. Более зрелые сыры имеют янтарный или желтовато-золотистый цвет, они полупрозрачны и вязки.
Гарцский сыр малокалориен и поэтому хорошо подходит для различного вида диет. Его отличает крайне низкое содержание жиров и одновременно высокое содержание белков. Сыр подают с хлебом, смазанным смальцем или горчицей, и с консервированными пряными огурцами.

## Срок хранения
Срок хранения гарцских сыров также различен: от 5—6 недель для молодых сыров до 1-2 недель для сыров зрелых.